# 達米揚·博哈爾
達米揚·博哈爾（1991年10月18日—）是一位斯洛文尼亞足球運動員。在場上的位置是中場。他現在效力於克罗地亚足球甲级联赛球隊奧斯積克。他也代表斯洛文尼亞國家足球隊參賽。